# Alois Jiří Esterházy z Galanty
Alois Jiří Rudolf princ Esterházy z Galanty (maďarsky Galánthai Esterházy Alajos György, německy Aloys Georg Rudolf Prinz Esterházy von Galántha) (9. března 1844, Vídeň – 25. října 1912 tamtéž) byl uherský šlechtic z mocného rodu Esterházyů. Sloužil u císařské armády a nakonec dosáhl hodnosti generála jezdectva. Uplatnil se také v diplomacii, dále byl členem uherské panské sněmovny a v roce 1908 obdržel Řád zlatého rouna.

## Životopis
Narodil se ve Vídni jako druhý syn knížete Mikuláše III. Antonína Esterházyho (1817–1894) a jeho manželky Sarah Villiersové (1822–1853) z významné anglické šlechtické rodiny (byla dcerou britského nejvyššího komořího 5. hraběte z Jersey).
Svou vojenskou kariéru začal u druhého dragounského pluku rakouské armády a v roce 1863 byl jmenován poručíkem. Za prusko-rakouské války v roce 1866 byl vyznamenán vojenským záslužným křížem. Po válce odešel z aktivní vojenské služby, ale i později postupoval v hodnostech. V roce 1879 byl jmenován c. k. komořím. V armádě dosáhl postupně hodností generálmajora (1893) a polního podmaršála (1897). Na přelomu 80. a 90. let 19. století působil několik let jako vojenský atašé ve Velké Británii. Mimo jiné se zabýval chovem koní a díky svým kontaktům v Anglii zprostředkoval nákup několika významných koní pro Uherské království. V roce 1902 byl jmenován kapitánem uherské tělesné stráže a c. k. tajným radou. V armádě nakonec dosáhl hodnosti generála jezdectva (1905) a velitele 8. jezdeckého pluku. V roce 1908 získal Řád zlatého rouna a byl též doživotním členem uherské Sněmovny magnátů. Zemřel svobodný a bez potomstva.